# Nyamandhlovu
Nyamandhlovu é uma vila na província de Matabelelândia Norte, no Zimbábue.